# Caravate
Caravate é uma comuna italiana da região da Lombardia, província de Varese, com cerca de 2.607 habitantes. Estende-se por uma área de 5 km², tendo uma densidade populacional de 521 hab/km². Faz fronteira com Besozzo, Cittiglio, Gemonio, Laveno-Mombello, Leggiuno, Sangiano.

## Demografia
| Variação demográfica do município entre 1861 e 2011                               |
|                                                                                   |
| Fonte: Istituto Nazionale di Statistica (ISTAT) - Elaboração gráfica da Wikipedia |